# David Cook (Musiker)
David Roland Cook (* 20. Dezember 1982 in Houston, Texas) ist ein US-amerikanischer Singer-Songwriter und Musiker. Im Jahr 2008 gewann er die siebte Staffel von American Idol. Kurz darauf, am 18. November, veröffentlichte er sein erstes Studioalbum, welches nach ihm benannt wurde. Es wurde über eine Million Mal verkauft und erreichte in den Vereinigten Staaten Platinstatus und in Kanada Goldstatus. Sein zweites Studioalbum wurde am 28. Juni 2011 veröffentlicht und trägt den Namen This Loud Morning. Im Voraus wurde schon die Single The Last Goodbye ausgekoppelt.

## Leben
David Cook wurde am 20. Dezember 1982 in Houston (Texas) geboren und wuchs in Blue Springs (Missouri) auf. Seine Eltern sind Beth Foraker (geb. Frye) und Stanley Cook. Er ist der mittlere von drei Brüdern – sein älterer Bruder Adam Cook und der jüngere Bruder Andrew Cook.
Bereits im Alter von zwei Jahren bekam er eine Gitarre. In der zweiten Klasse fing er im Schulchor mit dem Singen an. An der Blue Springs South High School spielte er in verschiedenen Musicals mit, so auch in The Music Man, West Side Story und Singin’ in the Rain.
Außerdem spielte er dort gerne Baseball. Nachdem Cook sich nicht mehr für Sport interessierte, konzentrierte er sich mehr auf die Musik. Er erhielt ein Theater Stipendium  an der University of Central Missouri; wechselte jedoch nach zwei Semestern den Studiengang. Im Jahr 2006 machte er seinen Abschluss in Grafikdesign. Während seiner Collegezeit war er Mitglied der Fraternity Phi Sigma Kappa. Nach dem Abschluss des Studiums zog er nach Tulsa (Oklahoma), um seine Musikkarriere weiterzutreiben. Seiner Mutter sagte er „Ich gebe mir die Chance bis ich 26 Jahre alt bin, ehe ich einen Job finde“. Nach American Idol zog Cook nach Los Angeles (Kalifornien). Seit 2013 wohnt er in Nashville (Tennessee)
People berichtet am 31. März 2009, dass Cook wegen familiärer Gründe Shows seiner laufenden Tour absagt. Cooks älterer Bruder, Adam, der seit 1998 an einem Gehirntumor litt starb am 2. Mai 2009. Am 3. Mai 2009, während seiner ersten Teilnahme am „Race for Hope“ in Washington, D.C., verkündete Cook den Tod seines Bruders während einer Ansprache und sagte, dass er sich nicht vorstellen könne, irgendwoanders zu sein („couldn't imagine being anywhere else right now.“). Sein Team sammelte $136,376.16 für die Forschung nach einem Heilmittel für Gehirntumore. Während des Finales der 8. Staffel American Idol sang Cook seinen Song „Permanent“ zu Ehren senes Bruders. Eine Aufnahme des Auftritts wurde auf iTunes gestellt und die Erlöse wurden ebenfalls für die Erforschung von Gehirntumoren gespendet. Im Mai 2015 wird Cook zum siebten Mal am „Race for Hope“ in Washington, D.C. teilnehmen. Bis heute sammelte Cook zusammen mit seinem Team insgesamt über 1 Million Dollar zugunsten der Gehirntumorforschung. Das Erreichen der 1-Million-Dollar-Marke feierte Cook mit seinen Fans am 2. Dezember 2014 bei einem besonderen Konzert in Vienna, Virginia. Per Online Stream konnten Fans weltweit daran teilnehmen.
Zu seinen musikalischen Einflüssen gehören u. a. Our Lady Peace, Alice in Chains, Big Wreck, Pearl Jam, Bon Jovi, Chris Cornell, The Goo Goo Dolls, Switchfoot, und Collective Soul. Direkt nach Gewinn von American Idol wurde Cook Backstage von Entertainment Weekly gefragt, wer seine Top 5 Bands wären. Die genannten Bands waren Our Lady Peace, Big Wreck, Foo Fighters, Jimmy Eat World und 8stops7.

## Musikalischer Werdegang
Cook war von 1999 bis 2006 Frontmann und Gitarrist der Band Axium, welche er während seiner Zeit auf der High School mit dem Schlagzeuger Bobby Kerr gründete. Axiums Lied Hold wurde von AMC Theatres Movie Tunes ausgewählt und in über 20.000 Kinos in den USA vor Previews gespielt. 2004 wurden Axium zur besten Band in Kansas City, Missouri auserkoren und im Rahmen eines Independent-Band-Wettbewerbs der „Got Milk?“-Werbekampagne zu einer der 15 besten Indie-Bands des Landes ernannt. Er veröffentlichte mit Axium insgesamt vier Alben –  Matter of Time, Blindsided, Alive in Tulsa und The Story Thus Far.
Im Jahr 2006 trennten sich Axium und Cook ging nach Tulsa, Oklahoma, um dort der Band MidWest Kings beizutreten. Im gleichen Jahr nahmen sie eine EP namens Incoherent with Desire to Move On auf.
2006 veröffentlichte er sein erstes Soloalbum namens Analog Heart, an dem er von 2004 bis 2006 schrieb und dessen Artwork er gestaltete. Die Website musicequalslife.com kürte Analog Heart zur viertbesten Veröffentlichung des Jahres.
Im Jahr 2007 gewann Cook für sein Album den Preis Absolute Best of Tulsa von Urban Tulsa Weeklys für das Best Locally Produced, Independent Album. Sein zweites Album nahm er bereits vor American Idol auf.
Über das Wochenende vom 18. bis zum 20. April 2008 war Analog Heart auf Platz eins in der Kategorie Today’s Top MP3 Albums auf amazon.com und verdrängte damit Mariah Careys Album E=MC² von der Spitzenposition. Einen Tag später entfernte Amazon das Album jedoch von der Webseite.

## Post-Idol

### 2008–2009: David Cook
Cook arbeitete mit Espionage, Ed Roland (Collective Soul), Zac Maloy (The Nixons), Jason Wade (Lifehouse), Neal Tiemann (the Midwest Kings), Kevin Griffin (Better Than Ezra), Chantal Kreviazuk, and Raine Maida (Our Lady Peace) an seinem nach ihm benannten Major-Label-Debüt-Album. Produziert wurde das Album von Rob Cavallo. Bei der Radiosendung von American Idol Moderator Ryan Seacrest’s On Air of KIIS-FM am 5. September 2008, verkündete er, dass das Album am 18. November 2008 veröffentlicht werde.
Die erste Single des Albums, Light On, wurde am 23. September 2008 veröffentlicht. Am 10. Oktober 2008 landete die Single auf Nr. 17 in den Billboard Hot 100. Light On wurde am 20. Januar 2010 in den USA mit Platin ausgezeichnet. Später wurden Come Back to Me und Bar-ba-sol parallel für HAC Radio und Rock Radio veröffentlicht. Das Musikvideo für Come Back to Me feierte am 4. April 2009 Premiere.
Sein Debütalbum wurde im Januar 2009 von der Recording Industry Association for America (RIAA) für über eine Million Verkäufe mit Platin ausgezeichnet. Die Auszeichnung erhielt er bei einem Auftritt bei der laufenden American Idol Staffel.
Am 23. Januar 2009 wurde seine erste Headlining Tour durch die USA, die Declaration Tour, angekündigt. Seine frühere Bandkollegen der Band Midwest Kings (MWK), Andy Skib (Rhythmusgitarre, Keyboard und Background-Gesang) und Neil Tiemann (Leadgitarre) wurden Teile seiner Band. Die weiteren Bandmitglieder waren Joey Clement (später abgelöst von Monty Anderson) am Bass und Kyle Peek am Schlagzeug und Background-Gesang. Die Tour begann am 13. Februar 2009 in Tallahassee (Florida) und sollte ursprünglich am 25. April 2009 in Tulsa (Oklahoma) enden. Die Tour wurde zweimal verlängert – zunächst bis zum 31. Mai 2009 und dann noch mal vom 18. Juni 1009 bis zum 1. Dezember 2009 mit Abschluss in Charlotte (North Carolina) nach insgesamt 153 Shows. Am 14. August 2009 spielte David Cook seine 100. Show im Tennessee Theatre in Knoxville (Tennessee).

### 2010–2011: This Loud Morning
Nach Ende der Declaration Tour im Dezember 2009 begann Cook an seinem zweiten Major Album zu arbeiten. Er arbeitete mit Raine Maida und Chantal Kreviazuk, Matt Squire, Gregg Wattenberg, John Rzeznik, Sam Hollander & Dave Katz, Claude Kelly, Brian Howes, David Hodges, Tommy Henriksen, Steven Van Zandt, Kevin Griffin, Zac Maloy, Ryan Tedder, Jim Irvin, Jamie Houston, Ryan Star & Julian Emery und Max Martin. Auch mit seinen Bandkollegen Neal Tiemann und Andy Skib arbeitete er an neuem Material. Während eines im März aufgenommenen Interviews mit HitQuarters, sagte Producer-Songwriter Steve Mac, dass Cook kürzlich in den Rokstone Studios in London war, wo er mit Mac sowie Savan Kotecha und Andrew Frampton gearbeitet hat. Ursprünglich hoffte Cook, die erste Single im April 2010 und das Album im Sommer 2010 veröffentlichen zu können. Ein Producer für das Album wurde jedoch erst im Mai bekannt gegeben und die Aufnahmen begannen im Juni mit Producer Matt Serletic. Im März 2011 verkündete Cook per Twitter, dass The Last Goodbye die erste Single, am 19. April 2011 veröffentlicht wird. Im April 2011 wurde der Name des Albums This Loud Morning für den 28. Juni 2011 angekündigt.
Im September 2011 wurde eine Co-Headlining Tour mit Gavin DeGraw und Carolina Liar als Support angekündigt. Die Tour begann am 9. Oktober 2011 im State College (Pennsylvania) und endete nach 22 Shows in 15 Staaten am 10. November 2011 in Athens (Georgia). Während der Tor wurde die zweite Single Fade into Me veröffentlicht. Während der Tour ersetzte Devin Bronson Neal Tiemann als Lead-Gitarristen.

### 2012-heute: Trennung von RCA und drittes Studioalbum
Am 10. Mai 2012 präsentierte Cook seinen neuen Song The Last Song I’ll Write for You bei der 11. Staffel von American Idol. Vor dem Auftritt bestätigte er gegenüber Shirley Halperin vom Hollywood Reporter, dass er nach der Trennung von RCA ohne Plattenvertrag ist und The Last Song I’ll Write for You selbständig veröffentlicht. Am 30. April 2013 veröffentlicht Cook die neue Single Laying Me Low, mithilfe von XIX Recordings, das Label des American Idol Erfinders Simon Fuller. Aktuell arbeitet Cook an seinem dritten Studioalbum, welches Anfang 2015 erwartet wird.
Cook war einer der Songwriter des Countrymusikers David Nails Single Kiss You Tonight, die 2014 veröffentlicht wurde auf seinem Album I’m a Fire ist.
Am 25. Oktober 2014 tweetete Cook ein Bild von sich selbst im Studio und am 27. Oktober 2014 die Nachricht “So stoked to be sharing this new music with you. Here we go!” zusammen mit einem Link zu einem Ausschnitt eines neuen Songs mit den Worten “Coming Soon”. Am 4. November 2014 wurde die Veröffentlichung der neuen Single „Wait For Me“ für den 17. November 2014 angekündigt.
Am 24. März wurde bekannt gegeben, dass Cook einen Publishing Deal mit Warner/Chappell Music abgeschlossen hat.
Am 23. Juni 2015 wurde der neue Albumtitel Digital Vein und die dazugehörige Songliste veröffentlicht. Digital Vein wurde am 18. September 2015 veröffentlicht.

## American Idol
Cook sang in Omaha (Nebraska) vor, obwohl er anfänglich nur seinen jüngeren Bruder Andrew unterstützen wollte.
Da die American-Idol-Teilnehmer in der siebten Staffel erstmals Musikinstrumente spielen durfte, begleitete Cook seinen Gesang oftmals mit einer akustischen oder elektrischen Gitarre.
Während der gesamten Staffel war er ein Favorit der Jury und bekam gute Kritiken.
Am 20. Mai 2008 stand er im Finale gegen David Archuleta. Einen Tag später wurde er mit 56 % und zwölf Millionen mehr Stimmen zum Sieger gekürt. Insgesamt ging die Rekordanzahl von 97,5 Millionen Anrufen und SMS ein. Cook ist der fünfte Gewinner nach Kelly Clarkson (S1), Carrie Underwood (S4), Taylor Hicks (S5) und Jordin Sparks (S6), welcher nie unter die letzten Zwei bzw. Drei (englisch bottom two or three) kam. Außerdem ist er nach Ruben Studdard (S2) der zweite Sieger, der während des Finales zuerst sang. Insgesamt ist er der dritte männliche Sieger und der Erste aus dem Mittleren Westen.
Innerhalb weniger Stunden nach dem Finale stieg seine erste Single The Time of My Life auf Platz eins bei iTunes ein. Die von ihm während des Finales gesungenen Lieder I Still Haven’t Found What I’m Looking For, The World I Know und Dream Big folgten auf den Plätzen zwei bis vier.
In den Billboard Hot 100 konnte er in der ersten Woche zwischen Platz 3 und 99 elf seiner Casting-Show-Lieder platzieren.
Sein Bild war neben Präsident Barack Obama und Senator John McCain auf der Titelseite vom The World Almanac and Book of Facts 2009.
Er spielte eine für ihn angefertigte weiße E-Gitarre für Linkshänder von Gibson Les Paul.

### Auftritte
| Show      | Lied                                                                              | Originalinterpret                  |
| --------- | --------------------------------------------------------------------------------- | ---------------------------------- |
| Audition  | Livin’ on a Prayer                                                                | Jon Bon Jovi                       |
| Hollywood | (Everything I Do) I Do It for You                                                 | Bryan Adams                        |
| Top 50    | I’ll Be                                                                           | Edwin McCain                       |
| Top 24    | Happy Together                                                                    | The Turtles                        |
| Top 20    | All Right Now                                                                     | Free                               |
| Top 16    | Hello                                                                             | Lionel Richie                      |
| Top 12    | Eleanor Rigby                                                                     | The Beatles                        |
| Top 11    | Day Tripper                                                                       | The Beatles                        |
| Top 10    | Billie Jean                                                                       | Michael Jackson                    |
| Top 9     | Little Sparrow                                                                    | Dolly Parton                       |
| Top 8     | Innocent                                                                          | Our Lady Peace                     |
| Top 7     | Always Be My Baby                                                                 | Mariah Carey                       |
| Top 6     | The Music of the Night                                                            | Das Phantom der Oper               |
| Top 5     | I’m Alive All I Really Need Is You                                                | Neil Diamond                       |
| Top 4     | Hungry Like the Wolf Baba O’Riley                                                 | Duran Duran The Who                |
| Top 3     | The First Time Ever I Saw Your Face Dare You to Move I Don’t Want to Miss a Thing | Roberta Flack Switchfoot Aerosmith |
| Finale    | I Still Haven’t Found What I’m Looking For Dream Big The World I Know             | U2 David Cook Collective Soul      |

## Diskografie

### EPs
mit MWK
- Incoherent with Desire to Move On (2006)

### Alben
mit Axium
- Matter of Time (2002)
- Blindsided (2003)
- Alive in Tulsa (2004)
- The Story Thus Far (2004)

### Singles
- Time of My Life (2008)
- Light On (2008)
- Come Back To Me (2009)
- Bar-ba-sol (2009)
- Permanent (2009)
- The Last Goodbye (2011)
- Fade Into Me (2011)
- The Last Song I’ll Write for You (2012)
- Laying Me Low (2013)
- Wait For Me (2014)

Solo
- Analog Heart (2006)
- David Cook (2008)
- This Loud Morning (2011)
- Digital Vein (2015)